# Peltophryne longinasus
El sapo narigudo cubano[cita requerida] (Peltophryne longinasus) es una especie de anfibio anuro de la familia de sapos Bufonidae. Es un endemismo cubano que se encuentra en la provincia de pinar del Río, la Sierra de Trinidad y la Sierra del Guaso a una altitud entre 100 y 820 m. Su hábitat natural es las llanuras bajas tropicales o subtropicales, bosques, ríos, arroyos, y marismas de agua dulce. Está amenazado por la pérdida de su hábitat.

## Publicación original
- Stejneger, 1905 : Description of a new toad from Cuba. Proceedings of the United States National Museum, vol. 28, p. 765-767 (texto íntegro).